# Thomas Wagner (Jurist)
Thomas Wagner (* 1966 in Merzig) ist ein deutscher Jurist. Seit 1. Mai 2021 leitet er das Landesarchiv Thüringen.

## Leben und Wirken
Thomas Wagner ist Volljurist. Er trat 1994 in den Thüringer Landesdienst ein. Danach war er im Landesverwaltungsamt tätig. Von 2013 bis 2018 amtierte er als Zentralabteilungsleiter und ständiger Vertreter des Präsidenten in der Thüringer Landesanstalt für Umwelt und Geologie. Bis April 2021 leitete er als Ministerialrat das Referat 115 der Staatskanzlei des Freistaates Thüringen. Er war dort zuständig für das Justiziariat, Innenrevision, interne Organisation, Datenschutz und moderne Gesetzgebung.
Mit Wirkung vom 1. Mai 2021 wurde Thomas Wagner von der Staatskanzlei zum Leitenden Regierungsdirektor und zum Leiter des Landesarchivs Thüringen in Weimar ernannt. Gleichzeitig wurde das Auswahlverfahren für diese Stelle abgebrochen.